# 卡羅納 (提契諾州)

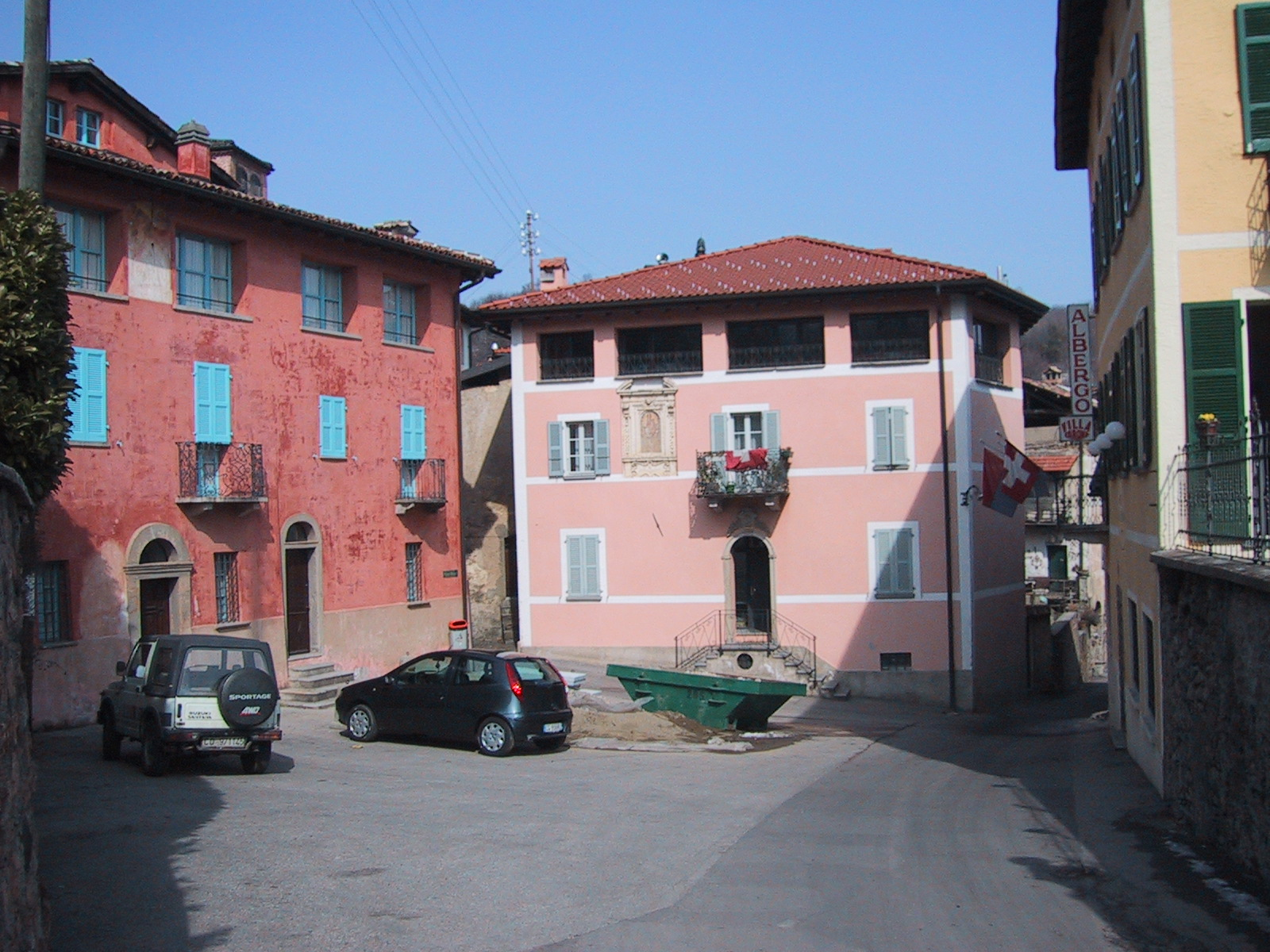

卡羅納是瑞士的城鎮，位於該國南部，由提契諾州負責管轄，面積4.75平方公里，海拔高度597米，2011年人口827，六成人口信奉羅馬天主教，人口密度每平方公里174人。